# Bangalaia babaulti
Bangalaia babaulti là một loài bọ cánh cứng trong họ Cerambycidae.